# Entella Foot-Ball Club 1922-1923
Questa voce raccoglie le informazioni riguardanti l'Entella Foot-Ball Club nelle competizioni ufficiali della stagione 1922-1923.

## Stagione
Nella stagione 1922-1923 l'Entella disputò il campionato di Seconda Divisione, raggiungendo il 6º posto nel girone A.
Questo piazzamento la obbligò a disputare lo spareggio interdivisionale contro il Veloci Embriaci, venendo sconfitta e retrocedendo conseguentemente in Terza Divisione.

## Divise
| Prima divisa |

## Rosa
| N. |                   | Ruolo | Calciatore             |
| -- | ----------------- | ----- | ---------------------- |
|    | Italia (bandiera) |       | Baldo                  |
|    | Italia (bandiera) |       | Baragiotta             |
|    | Italia (bandiera) |       | Carlo Brignardello     |
|    | Italia (bandiera) |       | Vittorio Rino Brignole |
|    | Italia (bandiera) |       | Giovanni Costa (III)   |
|    | Italia (bandiera) |       | Nanni Decio            |
|    | Italia (bandiera) |       | Emilio Delucchi        |
|    | Italia (bandiera) |       | Angelo Devoto          |
|    | Italia (bandiera) |       | Guido Ghisilieri       |
|    | Italia (bandiera) |       | Pasquale Ottone        |

| N. |                   | Ruolo | Calciatore                        |
| -- | ----------------- | ----- | --------------------------------- |
|    | Italia (bandiera) |       | Cornelio Piaggio (I)              |
|    | Italia (bandiera) |       | Edoardo Piaggio (II)              |
|    | Italia (bandiera) |       | Sergio Repetto                    |
|    | Italia (bandiera) |       | Rivara                            |
|    | Italia (bandiera) |       | Giolitto Sanguineti (I)           |
|    | Italia (bandiera) |       | Giovanni Battista Sanguineti (II) |
|    | Italia (bandiera) |       | Enrico Sannazzari                 |
|    | Italia (bandiera) |       | Ernesto Solari                    |
|    | Italia (bandiera) |       | Vagge                             |